# Shabab Al Ordon Al Qadisiya
O Shabab Al Ordon Al Qadisiya (em árabe: شباب الأردن القادسية, "Clube Jovem da Jordânia") é um clube de futebol da Jordânia, da cidade de Amã. Suas cores são vermelho e branco.

## História
Fundado em 2002, a administração do Shabab Al-Ordon Club desempenhou um papel importante em seu sucesso, principalmente o presidente do clube Salim Khair, que despendeu seus melhores esforços para atender a todos os requisitos do clube para alcançar sua melhor satisfação. Além disso, a maior conquista do clube se materializou em 2007 com a conquista da Copa AFC. Conhecidos como os novos vizinhos barulhentos do clube de Amã, os vermelhos e brancos têm causado problemas no campo, populares por distorcer e transformar as disputas pelo título de Al-Wehdat e Al-Faisaly, embora raramente estejam envolvidos. em 2004-2007, o Shabab foi o mais ameaçador, conquistando ligas e copas a torto e a direito, mas desde então, a forma caiu em Zarqa e, principalmente, chega lá emocionado ao derrotar os principais clubes de Amã e arrojar as ambições de título e copa.
Shabab Al-Ordon se classificou para a Copa AFC de 2007, o torneio de clubes da segunda divisão da Ásia (os clubes jordanianos não passaram nos requisitos de licenciamento para participar da Liga dos Campeões da AFC e, portanto, foram transferidos para a Copa AFC). A reverência continental de Shabab Al Ordon começou com uma vitória por 2 a 0 sobre o Al-Saqr do Iêmen no Grupo A, antes das vitórias por 1 a 0 e 2 a 0 sobre Muscat de Omã e Nejmeh do Líbano, respectivamente, que viram o time de Amã com o máximo de pontos após três jogos.
A segunda metade da fase de grupos não foi tão forte para os jordanianos quanto uma derrota fora para o Nejmeh, seguida por um empate de 1 a 1 com o Al Saqr no Iêmen, que viu o lado libanês passar para a primeira posição. E foi necessária uma vitória por 2 a 1 sobre Muscat no jogo final do grupo para ver Shabab Al Ordon avançar como o vice-campeão mais bem colocado no Oeste.
Shabab Al Ordon foi então confrontado com a oposição de Cingapura nas oitavas de final com as Forças Armadas. Shabab Al Ordon desfrutou da primeira mão perfeita ao derrotar o time de Cingapura por 5–0 em Amã, embora a complacência ameaçasse levar a melhor sobre eles na segunda mão antes que uma derrota por 3–0 os levasse a progredir por 5–3 no total.
Três times jordanianos chegaram às semifinais com Shabab Al-Ordon evitando o derby local depois de enfrentar Nejmeh, enquanto Al-Faisaly enfrentou uma repetição da semifinal de 2006 contra o Al-Wehdat. Em seu terceiro confronto na competição, Odai Al-Saify, do Shabab Al Ordon, marcou o único gol do jogo no início, quando o time de Amã derrotou o Nejmeh por 1 a 0, antes de um empate sem gols na segunda mão em Beirute garantir a eles uma vaga na final. na primeira vez de perguntar.
Al Faisaly e Al Wehdat empataram em 1–1 em sua primeira mão no Amman International Stadium. Cerca de 17.000 espectadores compareceram ao jogo de volta no mesmo local e foi Hassouneh Al-Sheikh quem foi o herói, marcando o gol decisivo na vitória por 2–1.
Pelo terceiro ano consecutivo, o Al Faisaly alinhou para a final do torneio, mas, pela primeira vez, eles teriam que superar a oposição jordaniana na final para levantar o título. Depois de um primeiro tempo sem gols, Odai Al Saify marcou o único gol do jogo aos 52 minutos, com Shabab Al Ordon, tecnicamente o time visitante, vencendo por 1–0. Haitham Al-Shboul então cancelou aquele gol fora de casa ao marcar no início da segunda mão para empatar a disputa em 1–1 no total. Mas Mustafa Shehdeh empatou no intervalo e, sem mais gols, o reinado de Al Faisaly como campeão da Copa AFC terminou com o Shabab Al Ordon sendo coroado reis do continente.

## Estádio
Shabab Al-Ordon joga seus jogos em casa no Estádio Rei Abdullah II em Amã. O estádio foi construído em 1998 com capacidade para 13.000 pessoas.

## Títulos

### Nacionais
- Campeonato Jordano: 2005, 2012
- Copa da Jordânia: 2005, 2006
- Copa Escudo da Jordânia: 2007, 2016
- Super Copa da Jordânia: 2007, 2013

### Internacionais
- Copa dos Campeões da AFC: 2007